# Podział administracyjny Komorów

Podział administracyjny Komorów

Komory są na mocy konstytucji podzielone na 3 autonomiczne regiony, nazwane zgodnie z nazwami wysp:
- Anjouan ze stolicą w Mutsamudu
- Mohéli ze stolicą w Fomboni
- Wielki Komor ze stolicą w Moroni

Od 2011 roku autonomiczne regiony są podzielone na 16 prefektur, które dzielą się na 54 gminy dzielące się na 318 miasteczek i wsi.